# Сборная всех звёзд НХЛ
Сборная всех звёзд НХЛ (англ. NHL All-Star Team) — символическая команда, составленная из лучших игроков Национальной хоккейной лиги (НХЛ) по итогам регулярного сезона. Состав сборной определяется голосованием представителей Ассоциации профессиональных хоккейных журналистов (PHWA). Сборная впервые была объявлена в конце сезона 1930/1931.
Лидерами по числу попаданий в сборные всех звёзд является Горди Хоу, выбранный в общей сложности 21 раз (12 в первую сборную, 9 — во вторую), выступая за «Детройт Ред Уингз», и Рэй Бурк — 19 раз (13 и 6) в течение своей 21-сезонной карьеры в «Бостон Брюинз» и «Колорадо Эвеланш». Александр Овечкин — единственный игрок в истории, который был выбран в обе сборные в одном и том же сезоне (как левый и правый нападающий соответственно) из-за ошибки при голосовании.

## Составы сборных

### 1930-е
1930/1931:

| Первая сборная Орель Жолиа • Хоуи Моренц • Билл Кук Эдди Шор • Кинг Клэнси Чарли Гардинер Тренер: Лестер Патрик | Вторая сборная Бан Кук • Фрэнк Буше • Дит Клэппер Сильвио Манта • Чинг Джонсон Тайни Томпсон Тренер: Дик Ирвин |

1931/1932:

| Первая сборная Бушер Джексон • Хоуи Моренц • Билл Кук Эдди Шор • Чинг Джонсон Чарли Гардинер Тренер: Лестер Патрик | Вторая сборная Орель Жолиа • Хули Смит • Чарли Конахер Сильвио Манта • Кинг Клэнси Рой Уортерс Тренер: Дик Ирвин |

1932/1933:

| Первая сборная Болди Норткотт • Фрэнк Буше • Билл Кук Эдди Шор • Чинг Джонсон Джон Роач Тренер: Лестер Патрик | Вторая сборная Бушер Джексон • Хоуи Моренц • Чарли Конахер Кинг Клэнси • Лайонел Конахер Чарли Гардинер Тренер: Дик Ирвин |

1933/1934:

| Первая сборная Бушер Джексон • Фрэнк Буше • Чарли Конахер Кинг Клэнси • Лайонел Конахер Чарли Гардинер Тренер: Лестер Патрик | Вторая сборная Орель Жолиа • Джо Примо • Билл Кук Эдди Шор • Чинг Джонсон Рой Уортерс Тренер: Дик Ирвин |

1934/1935:

| Первая сборная Бушер Джексон • Фрэнк Буше • Чарли Конахер Эдди Шор • Эрл Зайберт Лорн Шабо Тренер: Лестер Патрик | Вторая сборная Орель Жолиа • Куни Уэйланд • Дит Клэппер Сай Уэнтуорт • Арт Култер Тайни Томпсон Тренер: Дик Ирвин |

1935/1936:

| Первая сборная Суини Шринер • Хули Смит • Чарли Конахер Эдди Шор • Бейб Сиберт Тайни Томпсон Тренер: Лестер Патрик | Вторая сборная Пол Томпсон • Билл Томс • Сесил Диллон Эрл Зайберт • Эбби Гудфеллоу Уилф Кьюд Тренер: Томми Горман |

1936/1937:

| Первая сборная Бушер Джексон • Марти Бэрри • Ларри Ори Бейб Сиберт • Эбби Гудфеллоу Норми Смит Тренер: Джек Адамс | Вторая сборная Суини Шринер • Арт Чепмен • Сесил Диллон Эрл Зайберт • Лайонел Конахер Уилф Кьюд Тренер: Сесил Харт |

1937/1938:

| Первая сборная Пол Томпсон • Билл Коули • Горди Дриллон и Сесил Диллон Эдди Шор • Бейб Сиберт Тайни Томпсон Тренер: Лестер Патрик | Вторая сборная То Блэйк • Сил Эппс • Горди Дриллон и Сесил Диллон Арт Култер • Эрл Зайберт Дэйв Керр Тренер: Арт Росс |

1938/1939:

| Первая сборная То Блэйк • Сил Эппс • Горди Дриллон Эдди Шор • Дит Клэппер Фрэнк Бримсек Тренер: Арт Росс | Вторая сборная Джонни Готтселиг • Нил Колвилл • Бобби Бауэр Эрл Зайберт • Арт Култер Эрл Робертсон Тренер: Ред Даттон |

1939/1940:

| Первая сборная То Блэйк • Милт Шмидт • Брайан Хекстолл Дит Клэппер • Эбби Гудфеллоу Дэйв Керр Тренер: Пол Томпсон | Вторая сборная Вуди Дюмар • Нил Колвилл • Бобби Бауэр Арт Култер • Эрл Зайберт Фрэнк Бримсек Тренер: Фрэнк Буше |

### 1940-е
1940/1941:

| Первая сборная Суини Шринер • Билл Коули • Брайан Хекстолл Дит Клэппер • Уолли Становски Турк Брода Тренер: Куни Уэйланд | Вторая сборная Вуди Дюмар • Сил Эппс • Бобби Бауэр Эрл Зайберт • Отт Геллер Фрэнк Бримсек Тренер: Дик Ирвин |

1941/1942:

| Первая сборная Линн Патрик • Сил Эппс • Брайан Хекстолл Эрл Зайберт • Томми Андерсон Фрэнк Бримсек Тренер: Фрэнк Буше | Вторая сборная Сид Абель • Фил Уотсон • Горди Дриллон Пэт Игэн • Уилфред МакДональд Турк Брода Тренер: Пол Томпсон |

1942/1943:

| Первая сборная Даг Бентли • Билл Коули • Лорн Карр Эрл Зайберт • Джек Стюарт Джонни Мауэрс Тренер: Джек Адамс | Вторая сборная Линн Патрик • Сил Эппс • Брайан Хекстолл Джек Кроуфорд • Флэш Холлетт Фрэнк Бримсек Тренер: Арт Росс |

1943/1944:

| Первая сборная Даг Бентли • Билл Коули • Лорн Карр Эрл Зайберт • Бейб Пратт Билл Дёрнан Тренер: Дик Ирвин | Вторая сборная Херб Кейн • Элмер Лак • Морис Ришар Эмиль Бушар • Дит Клэппер Пол Бибо Тренер: Хэп Дэй |

1944/1945:

| Первая сборная То Блэйк • Элмер Лак • Морис Ришар Эмиль Бушар • Флэш Холлетт Билл Дёрнан Тренер: Дик Ирвин | Вторая сборная Сид Хоу • Билл Коули • Билл Мосиенко Глен Хармон • Бейб Пратт Майк Каракас Тренер: Джек Адамс |

1945/1946:

| Первая сборная Гэй Стюарт • Макс Бентли • Морис Ришар Джек Кроуфорд • Эмиль Бушар Билл Дёрнан Тренер: Дик Ирвин | Вторая сборная То Блэйк • Элмер Лак • Билл Мосиенко Кен Рирдон • Джек Стюарт Фрэнк Бримсек Тренер: Джонни Готтселиг |

1946/1947:

| Первая сборная Даг Бентли • Милт Шмидт • Морис Ришар Кен Рирдон • Эмиль Бушар Билл Дёрнан | Вторая сборная Вуди Дюмар • Макс Бентли • Бобби Бауэр Джек Стюарт • Билл Квакенбуш Фрэнк Бримсек |

1947/1948:

| Первая сборная Тед Линдсей • Элмер Лак • Морис Ришар Билл Квакенбуш • Джек Стюарт Турк Брода | Вторая сборная Гэй Стюарт • Бадди О’Коннор • Бад Пойл Кен Рирдон • Нил Колвилл Фрэнк Бримсек |

1948/1949:

| Первая сборная Рой Конахер • Сид Абель • Морис Ришар Билл Квакенбуш • Джек Стюарт Билл Дёрнан | Вторая сборная Тед Линдсей • Даг Бентли • Горди Хоу Глен Хармон • Кен Рирдон Чак Рэйнер |

1949/1950:

| Первая сборная Тед Линдсей • Сид Абель • Морис Ришар Гас Мортсон • Кен Рирдон Билл Дёрнан | Вторая сборная Тони Лесвик • Тед Кеннеди • Горди Хоу Лео Рейз, мл. • Ред Келли Чак Рэйнер |

### 1950-е
1950/1951:

| Первая сборная Тед Линдсей • Милт Шмидт • Горди Хоу Ред Келли • Билл Квакенбуш Терри Савчук | Вторая сборная Сид Смит • Сид Абель и Тед Кеннеди • Морис Ришар Джимми Томсон • Лео Рейз, мл. Чак Рэйнер |

1951/1952:

| Первая сборная Тед Линдсей • Элмер Лак • Горди Хоу Ред Келли • Даг Харви Терри Савчук | Вторая сборная Сид Смит • Милт Шмидт • Морис Ришар Ги Буллер • Джимми Томсон Джим Генри |

1952/1953:

| Первая сборная Тед Линдсей • Флеминг МакКелл • Горди Хоу Ред Келли • Даг Харви Терри Савчук | Вторая сборная Берт Олмстед • Алекс Дельвеккьо • Морис Ришар Билл Квакенбуш • Билл Гэдсби Джерри МакНил |

1953/1954:

| Первая сборная Тед Линдсей • Кен Мосделл • Горди Хоу Ред Келли • Даг Харви Харри Ламли | Вторая сборная Эд Сэндфорд • Тед Кеннеди • Морис Ришар Билл Гэдсби • Тим Хортон Терри Савчук |

1954/1955:

| Первая сборная Сид Смит • Жан Беливо • Морис Ришар Даг Харви • Ред Келли Харри Ламли | Вторая сборная Дэнни Левицки • Кен Мосделл • Берни Жеффрион Боб Голдхэм • Ферни Фламан Терри Савчук |

1955/1956:

| Первая сборная Тед Линдсей • Жан Беливо • Морис Ришар Даг Харви • Билл Гэдсби Жак Плант | Вторая сборная Берт Олмстед • Тод Слоан • Горди Хоу Ред Келли • Том Джонсон Гленн Холл |

1956/1957:

| Первая сборная Тед Линдсей • Жан Беливо • Горди Хоу Даг Харви • Ред Келли Гленн Холл | Вторая сборная Рил Чеврефилс • Эд Литценбергер • Морис Ришар Ферни Фламан • Билл Гэдсби Жак Плант |

1957/1958:

| Первая сборная Дикки Мур • Анри Ришар • Горди Хоу Даг Харви • Билл Гэдсби Гленн Холл | Вторая сборная Камиль Анри • Жан Беливо • Энди Батгейт Ферни Фламан • Марсель Проново Жак Плант |

1958/1959:

| Первая сборная Дикки Мур • Жан Беливо • Энди Батгейт Том Джонсон • Билл Гэдсби Жак Плант | Вторая сборная Алекс Дельвеккьо • Анри Ришар • Горди Хоу Марсель Проново • Даг Харви Терри Савчук |

1959/1960:

| Первая сборная Бобби Халл • Жан Беливо • Горди Хоу Даг Харви • Марсель Проново Гленн Холл | Вторая сборная Дин Прентис • Бронко Хорват • Берни Жеффрион Аллан Стэнли • Пьер Пилот Жак Плант |

### 1960-е
1960/1961:

| Первая сборная Фрэнк Маховлич • Жан Беливо • Берни Жеффрион Даг Харви • Марсель Проново Джонни Бауэр | Вторая сборная Дикки Мур • Анри Ришар • Горди Хоу Аллан Стэнли • Пьер Пилот Гленн Холл |

1961/1962:

| Первая сборная Бобби Халл • Стэн Микита • Энди Батгейт Даг Харви • Жан-Ги Тальбо Жак Плант | Вторая сборная Фрэнк Маховлич • Дэйв Кеон • Горди Хоу Карл Брюэр • Пьер Пилот Гленн Холл |

1962/1963:

| Первая сборная Фрэнк Маховлич • Стэн Микита • Горди Хоу Пьер Пилот • Карл Брюэр Гленн Холл | Вторая сборная Бобби Халл • Анри Ришар • Энди Батгейт Тим Хортон • Элмер Васко Терри Савчук |

1963/1964:

| Первая сборная Бобби Халл • Стэн Микита • Кенни Уоррем Пьер Пилот • Тим Хортон Гленн Холл | Вторая сборная Фрэнк Маховлич • Жан Беливо • Горди Хоу Элмер Васко • Жак Лаперрье Чарли Ходж |

1964/1965:

| Первая сборная Бобби Халл • Норм Ульман • Клод Прово Пьер Пилот • Жак Лаперрье Роже Крозье | Вторая сборная Фрэнк Маховлич • Стэн Микита • Горди Хоу Билл Гэдсби • Карл Брюэр Чарли Ходж |

1965/1966:

| Первая сборная Бобби Халл • Стэн Микита • Горди Хоу Жак Лаперрье • Пьер Пилот Гленн Холл | Вторая сборная Фрэнк Маховлич • Жан Беливо • Бобби Руссо Аллан Стэнли • Пэт Стэплтон Гамп Уорсли |

1966/1967:

| Первая сборная Бобби Халл • Стэн Микита • Кенни Уоррем Пьер Пилот • Гарри Хауэлл Эдди Джакомин | Вторая сборная Дон Маршалл • Норм Ульман • Горди Хоу Тим Хортон • Бобби Орр Гленн Холл |

1967/1968:

| Первая сборная Бобби Халл • Стэн Микита • Горди Хоу Бобби Орр • Тим Хортон Гамп Уорсли | Вторая сборная Джонни Буцик • Фил Эспозито • Род Жильбер Джей-Си Трамбле • Джим Нилсон Эдди Джакомин |

1968/1969:

| Первая сборная Бобби Халл • Фил Эспозито • Горди Хоу Бобби Орр • Тим Хортон Гленн Холл | Вторая сборная Фрэнк Маховлич • Жан Беливо • Иван Курнуайе Тэд Грин • Тэд Харрис Эдди Джакомин |

1969/1970:

| Первая сборная Бобби Халл • Фил Эспозито • Горди Хоу Бобби Орр • Брэд Парк Тони Эспозито | Вторая сборная Фрэнк Маховлич • Стэн Микита • Джон Маккензи Карл Брюэр • Жак Лаперрье Эдди Джакомин |

### 1970-е
1970/1971:

| Первая сборная Джонни Буцик • Фил Эспозито • Кен Ходж Бобби Орр • Джей-Си Трамбле Эдди Джакомин | Вторая сборная Бобби Халл • Дэйв Кеон • Иван Курнуайе Брэд Парк • Пэт Стэплтон Жак Плант |

1971/1972:

| Первая сборная Бобби Халл • Фил Эспозито • Род Жильбер Бобби Орр • Брэд Парк Тони Эспозито | Вторая сборная Вик Хэдфилд • Жан Ратель • Иван Курнуайе Билл Уайт • Пэт Стэплтон Кен Драйден |

1972/1973:

| Первая сборная Фрэнк Маховлич • Фил Эспозито • Мики Редмонд Бобби Орр • Ги Лапуант Кен Драйден | Вторая сборная Деннис Халл • Бобби Кларк • Иван Курнуайе Брэд Парк • Билл Уайт Тони Эспозито |

1973/1974:

| Первая сборная Рик Мартин • Фил Эспозито • Кен Ходж Бобби Орр • Брэд Парк Берни Парент | Вторая сборная Уэйн Кэшман • Бобби Кларк • Мики Редмонд Билл Уайт • Барри Эшби Тони Эспозито |

1974/1975:

| Первая сборная Рик Мартин • Бобби Кларк • Ги Лафлёр Бобби Орр • Дени Потвен Берни Парент | Вторая сборная Стив Викерс • Фил Эспозито • Рене Робер Ги Лапуант • Бёрье Сальминг Роги Вашон |

1975/1976:

| Первая сборная Билл Барбер • Бобби Кларк • Ги Лафлёр Дени Потвен • Брэд Парк Кен Драйден | Вторая сборная Рик Мартин • Жильбер Перро • Реджи Лич Бёрье Сальминг • Ги Лапуант Гленн Реш |

1976/1977:

| Первая сборная Стив Шатт • Марсель Дионн • Ги Лафлёр Ларри Робинсон • Бёрье Сальминг Кен Драйден | Вторая сборная Рик Мартин • Жильбер Перро • Ленни МакДональд Дени Потвен • Ги Лапуант Роги Вашон |

1977/1978:

| Первая сборная Кларк Гиллис • Брайан Троттье • Ги Лафлёр Дени Потвен • Брэд Парк Кен Драйден | Вторая сборная Стив Шатт • Дэррил Ситтлер • Майк Босси Ларри Робинсон • Бёрье Сальминг Дон Эдвардс |

1978/1979:

| Первая сборная Кларк Гиллис • Брайан Троттье • Ги Лафлёр Дени Потвен • Ларри Робинсон Кен Драйден | Вторая сборная Билл Барбер • Марсель Дионн • Майк Босси Бёрье Сальминг • Серж Савар Гленн Реш |

1979/1980:

| Первая сборная Чарли Симмер • Марсель Дионн • Ги Лафлёр Ларри Робинсон • Рэй Бурк Тони Эспозито | Вторая сборная Стив Шатт • Уэйн Гретцки • Дэнни Гейр Бёрье Сальминг • Джим Шонфилд Дон Эдвардс |

### 1980-е
1980/1981:

| Первая сборная Чарли Симмер • Уэйн Гретцки • Майк Босси Дени Потвен • Рэнди Карлайл Майк Льют | Вторая сборная Билл Барбер • Марсель Дионн • Дейв Тейлор Ларри Робинсон • Рэй Бурк Марио Лессар |

1981/1982:

| Первая сборная Марк Мессье • Уэйн Гретцки • Майк Босси Дуг Уилсон • Рэй Бурк Билли Смит | Вторая сборная Джон Тонелли • Брайан Троттье • Рик Миддлтон Пол Коффи • Брайан Энгблом Грант Фюр |

1982/1983:

| Первая сборная Марк Мессье • Уэйн Гретцки • Майк Босси Марк Хоу • Род Лэнгуэй Пит Питерс | Вторая сборная Мишель Гуле • Дени Савар • Ленни МакДональд Пол Коффи • Рэй Бурк Роланд Мелансон |

1983/1984:

| Первая сборная Мишель Гуле • Уэйн Гретцки • Майк Босси Род Лэнгуэй • Рэй Бурк Том Баррассо | Вторая сборная Марк Мессье • Брайан Троттье • Яри Курри Пол Коффи • Дени Потвен Пэт Риггин |

1984/1985:

| Первая сборная Джон Огродник • Уэйн Гретцки • Яри Курри Пол Коффи • Рэй Бурк Пелле Линдберг | Вторая сборная Джон Тонелли • Дэйл Хаверчук • Майк Босси Род Лэнгуэй • Дуг Уилсон Том Баррассо |

1985/1986:

| Первая сборная Мишель Гуле • Уэйн Гретцки • Майк Босси Пол Коффи • Марк Хоу Джон Ванбисбрук | Вторая сборная Матс Неслунд • Марио Лемьё • Яри Курри Ларри Робинсон • Рэй Бурк Боб Фрезе |

1986/1987:

| Первая сборная Мишель Гуле • Уэйн Гретцки • Яри Курри Рэй Бурк • Марк Хоу Рон Хекстолл | Вторая сборная Люк Робитайл • Марио Лемьё • Тим Керр Лэрри Мёрфи • Эл Макиннис Майк Льют |

1987/1988:

| Первая сборная Люк Робитайл • Марио Лемьё • Хокан Лооб Рэй Бурк • Скотт Стивенс Грант Фюр | Вторая сборная Мишель Гуле • Уэйн Гретцки • Кэм Нили Гэри Сутер • Брэд Маккриммон Патрик Руа |

1988/1989:

| Первая сборная Люк Робитайл • Марио Лемьё • Джо Маллен Крис Челиос • Пол Коффи Патрик Руа | Вторая сборная Жерар Галлан • Уэйн Гретцки • Яри Курри Эл Макиннис • Рэй Бурк Майк Вернон |

1989/1990:

| Первая сборная Люк Робитайл • Марк Мессье • Бретт Халл Рэй Бурк • Эл Макиннис Патрик Руа | Вторая сборная Брайан Беллоуз • Уэйн Гретцки • Кэм Нили Пол Коффи • Дуг Уилсон Дарен Пуппа |

### 1990-е
1990/1991:

| Первая сборная Люк Робитайл • Уэйн Гретцки • Бретт Халл Рэй Бурк • Эл Макиннис Эд Бельфор | Вторая сборная Кевин Стивенс • Адам Оутс • Кэм Нили Крис Челиос • Брайан Лич Патрик Руа |

1991/1992:

| Первая сборная Кевин Стивенс • Марк Мессье • Бретт Халл Брайан Лич • Рэй Бурк Патрик Руа | Вторая сборная Люк Робитайл • Марио Лемьё • Марк Рекки Фил Хаусли • Скотт Стивенс Кирк Маклин |

1992/1993:

| Первая сборная Люк Робитайл • Марио Лемьё • Теему Селянне Крис Челиос • Рэй Бурк Эд Бельфор | Вторая сборная Кевин Стивенс • Пэт Лафонтейн • Александр Могильный Лэрри Мёрфи • Эл Айэфрейти Том Баррассо |

1993/1994:

| Первая сборная Брендан Шэнахэн • Сергей Фёдоров • Павел Буре Рэй Бурк • Скотт Стивенс Доминик Гашек | Вторая сборная Адам Грэйвз • Уэйн Гретцки • Кэм Нили Эл Макиннис • Брайан Лич Джон Ванбисбрук |

1994/1995:

| Первая сборная Джон Леклер • Эрик Линдрос • Яромир Ягр Пол Коффи • Крис Челиос Доминик Гашек | Вторая сборная Кит Ткачук • Алексей Жамнов • Тео Флёри Рэй Бурк • Лэрри Мёрфи Эд Бельфор |

1995/1996:

| Первая сборная Пол Кария • Марио Лемьё • Яромир Ягр Крис Челиос • Рэй Бурк Джим Кэри | Вторая сборная Джон Леклер • Эрик Линдрос • Александр Могильный Владимир Константинов • Брайан Лич Крис Осгуд |

1996/1997:

| Первая сборная Пол Кария • Марио Лемьё • Теему Селянне Брайан Лич • Сандис Озолиньш Доминик Гашек | Вторая сборная Джон Леклер • Уэйн Гретцки • Яромир Ягр Крис Челиос • Скотт Стивенс Мартин Бродёр |

1997/1998:

| Первая сборная Джон Леклер • Петер Форсберг • Яромир Ягр Никлас Лидстрём • Роб Блейк Доминик Гашек | Вторая сборная Кит Ткачук • Уэйн Гретцки • Теему Селянне Крис Пронгер • Скотт Нидермайер Мартин Бродёр |

1998/1999:

| Первая сборная Пол Кария • Петер Форсберг • Яромир Ягр Эл Макиннис • Никлас Лидстрём Доминик Гашек | Вторая сборная Джон Леклер • Алексей Яшин • Теему Селянне Рэй Бурк • Эрик Дежарден Байрон Дефо |

1999/2000:

| Первая сборная Брендан Шэнахэн • Стив Айзерман • Яромир Ягр Крис Пронгер • Никлас Лидстрём Олаф Кёльциг | Вторая сборная Пол Кария • Майк Модано • Павел Буре Роб Блейк • Эрик Дежарден Роман Турек |

### 2000-е
2000/2001:

| Первая сборная Патрик Элиаш • Джо Сакик • Яромир Ягр Никлас Лидстрём • Рэй Бурк Доминик Гашек | Вторая сборная Люк Робитайл • Марио Лемьё • Павел Буре Роб Блейк • Скотт Стивенс Роман Чехманек |

2001/2002:

| Первая сборная Маркус Неслунд • Джо Сакик • Джером Игинла Никлас Лидстрём • Крис Челиос Патрик Руа | Вторая сборная Брендан Шэнахэн • Матс Сундин • Билл Герин Роб Блейк • Сергей Гончар Жозе Теодор |

2002/2003:

| Первая сборная Маркус Неслунд • Петер Форсберг • Тодд Бертуцци Никлас Лидстрём • Эл Макиннис Мартин Бродёр | Вторая сборная Пол Кария • Джо Торнтон • Милан Гейдук Сергей Гончар • Дериан Хэтчер Марти Турко |

2003/2004:

| Первая сборная Маркус Неслунд • Джо Сакик • Мартен Сан-Луи Скотт Нидермайер • Здено Хара Мартин Бродёр | Вторая сборная Илья Ковальчук • Матс Сундин • Джером Игинла Крис Пронгер • Брайан Маккейб Роберто Луонго |

2004/2005:
2005/2006:

| Первая сборная Александр Овечкин • Джо Торнтон • Яромир Ягр Никлас Лидстрём • Скотт Нидермайер Микка Кипрусофф | Вторая сборная Дэни Хитли • Эрик Стаал • Даниэль Альфредссон Здено Хара • Сергей Зубов Мартин Бродёр |

2006/2007:

| Первая сборная Александр Овечкин • Сидни Кросби • Дэни Хитли Никлас Лидстрём • Скотт Нидермайер Мартин Бродёр | Вторая сборная Томас Ванек • Венсан Лекавалье • Мартен Сан-Луи Крис Пронгер • Дэн Бойл Роберто Луонго |

2007/2008:

| Первая сборная Александр Овечкин • Евгений Малкин • Джером Игинла Никлас Лидстрём • Дион Фанёф Евгений Набоков | Вторая сборная Хенрик Зеттерберг • Джо Торнтон • Алексей Ковалёв Брайан Кэмпбелл • Здено Хара Мартин Бродёр |

2008/2009:

| Первая сборная Александр Овечкин • Евгений Малкин • Джером Игинла Майк Грин • Здено Хара Тим Томас | Вторая сборная Зак Паризе • Павел Дацюк • Мариан Госса Никлас Лидстрём • Дэн Бойл Стив Мэйсон |

2009/2010:

| Первая сборная Александр Овечкин • Хенрик Седин • Патрик Кейн Данкан Кит • Майк Грин Райан Миллер | Вторая сборная Даниэль Седин • Сидни Кросби • Мартен Сан-Луи Дрю Даути • Никлас Лидстрём Илья Брызгалов |

### 2010-е
2010/2011:

| Первая сборная Даниэль Седин • Хенрик Седин • Кори Перри Никлас Лидстрём • Ши Уэбер Тим Томас | Вторая сборная Александр Овечкин • Стивен Стэмкос • Мартен Сан-Луи Здено Хара • Любомир Вишнёвски Пекка Ринне |

2011/2012:

| Первая сборная Илья Ковальчук • Евгений Малкин • Джеймс Нил Эрик Карлссон • Ши Уэбер Хенрик Лундквист | Вторая сборная Рэй Уитни • Стивен Стэмкос • Мариан Габорик Здено Хара • Алекс Пьетранжело Джонатан Куик |

2012/2013:

| Первая сборная Крис Кунитц • Сидни Кросби • Александр Овечкин Пи-Кей Суббан • Райан Сутер Сергей Бобровский | Вторая сборная Александр Овечкин • Джонатан Тэйвз • Мартен Сан-Луи Крис Летанг • Франсуа Бошемен Хенрик Лундквист |

2013/2014:

| Первая сборная Джейми Бенн • Сидни Кросби • Кори Перри Данкан Кит • Здено Хара Тукка Раск | Вторая сборная Джо Павелски • Райан Гецлаф • Александр Овечкин Ши Уэбер • Алекс Пьетранжело Семён Варламов |

2014/2015:

| Первая сборная Александр Овечкин • Джон Таварес • Якуб Ворачек Эрик Карлссон • Пи-Кей Суббан Кэри Прайс | Вторая сборная Джейми Бенн • Сидни Кросби • Владимир Тарасенко Дрю Даути • Ши Уэбер Деван Дубник |

2015/2016:

| Первая сборная Джейми Бенн • Сидни Кросби • Патрик Кейн Дрю Даути • Эрик Карлссон Брэйден Холтби | Вторая сборная Александр Овечкин • Джо Торнтон • Владимир Тарасенко Брент Бёрнс • Крис Летанг Бен Бишоп |

2016/2017:

| Первая сборная Брэд Маршан • Коннор Макдэвид • Патрик Кейн Брент Бёрнс • Эрик Карлссон Сергей Бобровский | Вторая сборная Артемий Панарин • Сидни Кросби • Никита Кучеров Виктор Хедман • Данкан Кит Брэйден Холтби |

2017/2018:

| Первая сборная Тэйлор Холл • Коннор Макдэвид • Никита Кучеров Виктор Хедман • Дрю Даути Пекка Ринне | Вторая сборная Клод Жиру • Натан Маккиннон • Блейк Уилер Пи-Кей Суббан • Сет Джонс Коннор Хеллебайк |

2018/2019:

| Первая сборная Александр Овечкин • Коннор Макдэвид • Никита Кучеров Брент Бёрнс • Марк Джиордано Андрей Василевский | Вторая сборная Брэд Маршан • Сидни Кросби • Патрик Кейн Джон Карлсон • Виктор Хедман Бен Бишоп |

2019/2020:

| Первая сборная Артемий Панарин • Леон Драйзайтль • Давид Пастрняк Джон Карлсон • Роман Йоси Коннор Хеллебайк | Вторая сборная Брэд Маршан • Натан Маккиннон • Никита Кучеров Виктор Хедман • Алекс Пьетранжело Туукка Раск |

### 2020-е
2020/2021:

| Первая сборная Брэд Маршан • Коннор Макдэвид • Митч Марнер Адам Фокс • Кейл Макар Андрей Василевский | Вторая сборная Джонатан Юбердо • Остон Мэттьюс • Микко Рантанен Виктор Хедман • Дуги Хэмилтон Марк-Андре Флёри |

2021/2022:

| Первая сборная Джонни Годро • Остон Мэттьюс • Митч Марнер Кейл Макар • Роман Йоси Игорь Шестёркин | Вторая сборная Джонатан Юбердо • Коннор Макдэвид • Мэттью Ткачук Виктор Хедман • Чарли Макэвой Якоб Маркстрём |

2022/2023:

| Первая сборная Джейсон Робертсон • Коннор Макдэвид • Давид Пастрняк Эрик Карлссон • Адам Фокс Линус Улльмарк | Вторая сборная Артемий Панарин • Леон Драйзайтль • Мэттью Ткачук Хампус Линдхольм • Кейл Макар Илья Сорокин |

2023/2024:

| Первая сборная Артемий Панарин • Натан Маккиннон • Никита Кучеров Куинн Хьюз • Роман Йоси Коннор Хеллебайк | Вторая сборная Филип Форсберг • Коннор Макдэвид • Давид Пастрняк Кейл Макар • Адам Фокс Тэтчер Демко |

## Лидеры по попаданию в Первую сборную по позициям
Жирным шрифтом выделены активные игроки.
Центральные нападающие:
- Уэйн Гретцки — 8 раз
- Жан Беливо — 6
- Фил Эспозито — 6
- Стэн Микита — 6
- Марио Лемьё — 5
- Коннор Макдэвид — 5

Левые нападающие:
- Бобби Халл — 10
- Александр Овечкин — 8
- Тед Линдсей — 8
- Люк Робитайл — 5
- Бушер Джексон — 4

Правые нападающие:
- Горди Хоу — 12
- Морис Ришар — 8
- Яромир Ягр — 7
- Ги Лафлёр — 6
- Майк Босси — 5

Защитники:
- Рэй Бурк — 13
- Даг Харви — 10
- Никлас Лидстрём — 10
- Бобби Орр — 8
- Эдди Шор — 7

Вратари:
- Гленн Холл — 7
- Доминик Гашек — 6
- Билл Дёрнан — 6
- Кен Драйден — 5
- Патрик Руа — 4